# Mondavio
Mondavio is een gemeente in de Italiaanse provincie Pesaro-Urbino (regio Marche) en telt 3925 inwoners (31-12-2004). De oppervlakte bedraagt 29,5 km², de bevolkingsdichtheid is 133 inwoners per km².
De volgende frazioni maken deel uit van de gemeente: S. Andrea di Suasa, S. Michele al Fiume, S. Filippo sul Cesano, Cavallara.

## Demografie
Mondavio telt ongeveer 1476 huishoudens. Het aantal inwoners steeg in de periode 1991-2001 met 1,3% volgens cijfers uit de tienjaarlijkse volkstellingen van ISTAT.
| Jaar | Inwoneraantal |
| ---- | ------------- |
| 1991 | 3803          |
| 2001 | 3851          |

## Geografie
De gemeente ligt op ongeveer 280 m boven zeeniveau.
Mondavio grenst aan de volgende gemeenten: Barchi, Corinaldo (AN), Fratte Rosa, Monte Porzio, Montemaggiore al Metauro, Orciano di Pesaro, Piagge, San Giorgio di Pesaro, San Lorenzo in Campo.

## Bezienswaardig
In Mondavio is een erg goed bewaarde renaissance burcht te bezichtigen, gebouwd van 1482 tot 1492 en ontworpen door Francesco di Giorgio Martini.

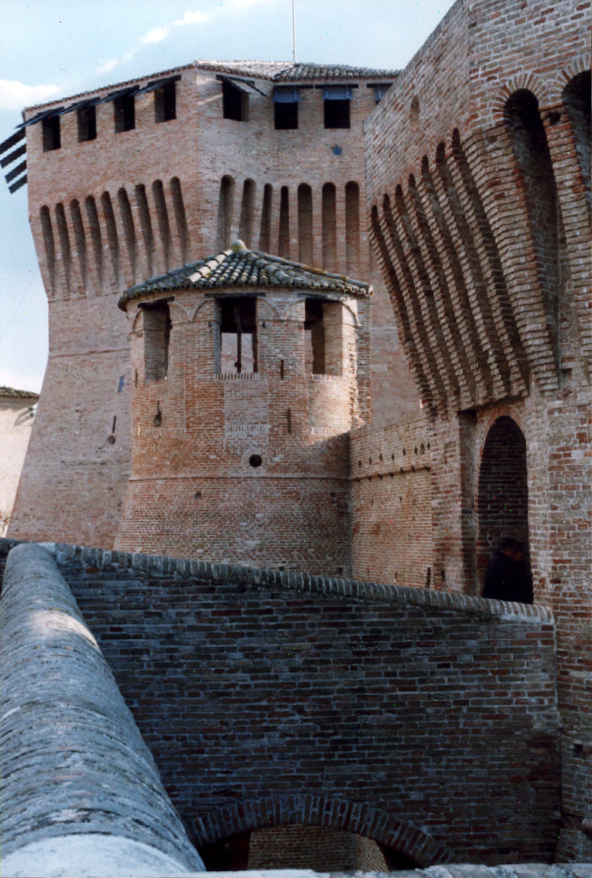
Burcht in Mondavio
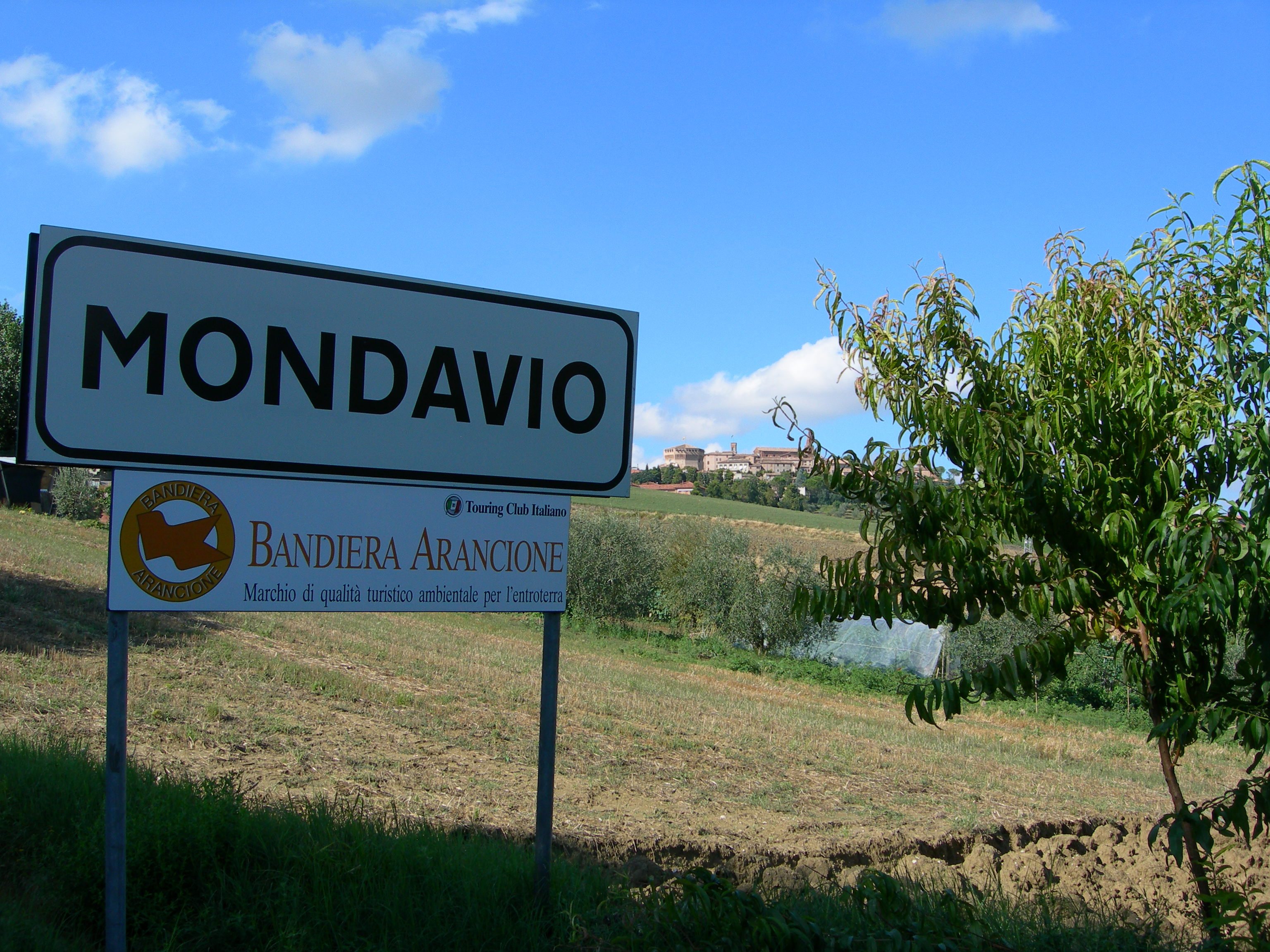